# Uterpendragó
Uterpendragó (en francès i anglès Uther Pendragon, en gal·lès Uthyr Bendragon) és un rei llegendari de la cultura britànica post-romana, pare del Rei Artús.
En diversos poemes i altres obres medievals del País de Gal·les ja apareixen algunes referències al rei Uter, però la seva primera biografia fou escrita per Geoffrey de Monmouth en la seva Historia Regum Britanniae i fou aquesta biografia la que serviria de base per futures versions.
Uter apareix com un personatge ambigu però alhora és descrit com un rei fort i defensor de la seva gent. Segons la llegenda, gràcies a l'ajuda del mag Merlí, Uter se les enginya per enganyar Lady Igraine, esposa del seu enemic Gorlois, i tenir relacions sexuals amb ella la mateixa nit que les tropes d'Uter eliminen Gorlois.

## Epítet
L'epítet 'Pendragó' literalment significa "Cabdill-Drac", però en sentit figuratiu "primer líder" o "capitost dels guerrers". El nom fou interpretat incorrectament per Geoffrey de Monmouth en la seva Historia traduint-lo com "cap de drac". Segons la versió de Geoffrey, Uter adopta l'epítet després de veure un cometa amb forma de drac que l'inspira a usar el llegendari animal en el seu escut i estendards. En altres llegendes com la del Sant Greal, és el germà gran d'Uther, Ambrosi Aurelià qui veu el cometa i adopta el nom de "Pendragó", que Uter adopta a la mort d'Ambrosi.

## Poesia gal·lesa antiga
Uter apareix en el poema artúric del segle x Pa gur yv y porthaur, on apareix com el pare d'Artús, i també apareix en el Llibre de Taliesin en la "Cançó fúnebre d'Uter Pen".
Uter també apareix en diverses ocasions en les Triades Gal·leses, que contenen antigues llegendes locals. En una d'elles, Uter és el creador d'un dels tres grans encanteris sobre l'Illa de Britànnia, ensenyat en l'art de la màgia pel mag Menw. Altres triades estan influenciades per l'obra de Geoffrey de Monmouth i descriuen Uter com fill de Constantí II i germà d'Ambrosi Aurelià ("Emrys Wledig") i Constans II ("Custennin el Jove").

## Història dels Reis de Britànnia
La millor font quant a detalls sobre Uter és l'obra de Geoffrey de Monmouth, Història dels Reis de Britànnia del 1136. En ella Uter apareix com el fill del rei Constantí II. El seu germà gran Constans II succeeix el seu pare en el tron, però és assassinat per l'enemic de la família, Vortigern, qui es fa amb el tron. Uther i el seu altre germà Ambrosi Aurelià, encara sent uns nens, marxen a Bretanya i tornen un cop adults, després que l'aliança entre Vortigern i els invasors Saxons liderats per Hengist i Horsa hagi fracassat. Aureli cala foc al castell de Vortigern amb el rei dins i assumeix el poder.
Amb Aureli al tron, Uter viatja amb els seus companys més propers a Irlanda per ajudar a Merlí a portar les pedres que formen part de Stonehenge. Més tard, amb Aureli malalt, Uter lidera les tropes contra el fill de Vortigern, Paschent, i els seus aliats saxons. De camí a la batalla, Uter veu un cometa amb forma de drac, fet que Merlí interpreta com la propera mort d'Aureli i la victòria d'Uter. Efectivament, Uter guanya la batalla i amb ella, l'epítet de "Pendragó", i al tornar a casa es troba que Aureli ha estat enverinat per un assassí a sou. Uter esdevé rei i ordena la construcció de dos dracs d'or i assegura les fronteres de Britànnia contra els Saxons amb l'ajuda dels seus cavallers, entre els qui destaca Gorlois, Duc de Cornualla. Però celebrant el banquet de la victòria, Uter cau perdudament enamorat de l'esposa de Gorlois, Igraine, i com a conseqüència ambdós homes acaben enfrontats en el camp de batalla. Gorlois intenta amagar Igraine a la fortalesa de Tintagel, mentre ell mateix cau assetjat per Uter en un altre castell. Uter demana ajuda a Merlí, qui gràcies als seus poders màgics li dona al rei l'aparença del seu enemic i així guanya accés a la fortalesa de Tintagel i a Igraine. Aquella mateixa nit, Uter té relacions sexuals amb Igraine, que queda embarassada d'Artur.
El matí següent arriben les noves que Gorlois ha mort en batalla davant els homes d'Uter i aquest es casa amb Igraine, amb qui té una filla de nom Anna.(En altres llegendes aquesta filla té per nom Morgana o Morgause i no és filla d'Uter, sinó de Gorlois. Morgause es casarà amb el Rei Lot amb qui tindrà dos fills, Gawain i Mordred).
Uther cau malalt més tard, però quan les guerres amb els saxons empitjora, insisteix a tornar a prendre les armes i liderar les tropes. Així derrota el fill de Hengist, Octa a Verulàmium (St Albans), però els saxons es revengen enverinant una font de la que beu el rei, que morirà poc després.
A la seva mort, el succeeix el seu fill el Rei Artús.